# تاج الدين (تكاب)
تاج الدين (بالفارسية: تاج‌الدین) هي قرية تقع في إيران في Takab Rural District. يقدر عدد سكانها بـ 1,083 نسمة .